# Hiss nr. 7
Hiss nr. 7 (tyska: Abwärts) är en västtysk thriller från 1984 i regi av Carl Schenkel.

## Handling
Gössmann, en bokförare som just stulit en stor summa pengar från sin arbetsgivare, fastnar i en hiss i en kontorsbyggnad tillsammans med Jörg, hans älskarinna Marion och den unge Pit. Eftersom det är fredag kväll och en hisskötare har gjort ett misstag i sitt arbete, fungerar inte larmsystemet och ingen kan höra dem ropa på hjälp.
Jörg och Pit börjar utifrån deras olika åldrar och världsåskådningar att motarbeta varandra. Gössmann håller sig tyst i ett hörn, medan Marion socialiserar sig med Pit och fortsätter sina pågående gräl med Jörg. Efter att ha hittat en lucka i taket på hisskorgen klättrar både Jörg och Pit, som är de enda fysiskt kapabla, upp i försök att nå en dörr i hisschaktet, men misslyckas.
När Jörg klättrar upp en andra gång ensam faller han nästan till döds. Under tiden börjar Pit och Marion att flirta med varandra, något Jörg blir medveten om när han återvänder. När de plötsligt upptäcker ett dolt fack med ett rep i fortsätter Jörg och Pit att samarbeta, trots den ökade spänningen dem emellan. När Pit sedan sänks ner i hisschaktet med hjälp av ett rep, halkar han av misstag och anklagar Jörg öppet för att ha försökt döda honom. Pit påbörjar ett slagsmål, men han halkar och ramlar. Snart misstänks Jörg för att ha mördat Pit.
Felet i larmsystemet upptäcks av flera hisskötare som påbörjar en räddningsaktion. Så småningom räddas passagerarna genom att lyftas ut ur hisschaktet med ett rep, efter att ha misslyckats med att flytta hisskorgen. Pit dyker plötsligt upp igen efter att han klättrat upp på ett rep som lindades runt hans fötter innan han föll. Svårt skadad blir han den som räddas först. Marion och Gössmann räddas också, båda utan skador. Jörg, som har lindriga skador, räddas sist precis när stålvajrarna går av och hisskorgen störtar ner i hisschaktet. Då han inte vill släppa taget om Gössmanns pengar och bara håller i repet med en hand, tappar han greppet och faller till sin död.

## Rollista i urval
Följande skådespelare medverkar i filmen:
- Götz George – Jörg
- Renée Soutendijk – Marion
- Wolfgang Kieling – Gössmann
- Hannes Jaenicke – Pit